# Motore Nissan YD
I motori YD costituiscono una famiglia di motori diesel prodotti a partire dal 1998 dalla Casa automobilistica giapponese Nissan.

## Caratteristiche e versioni

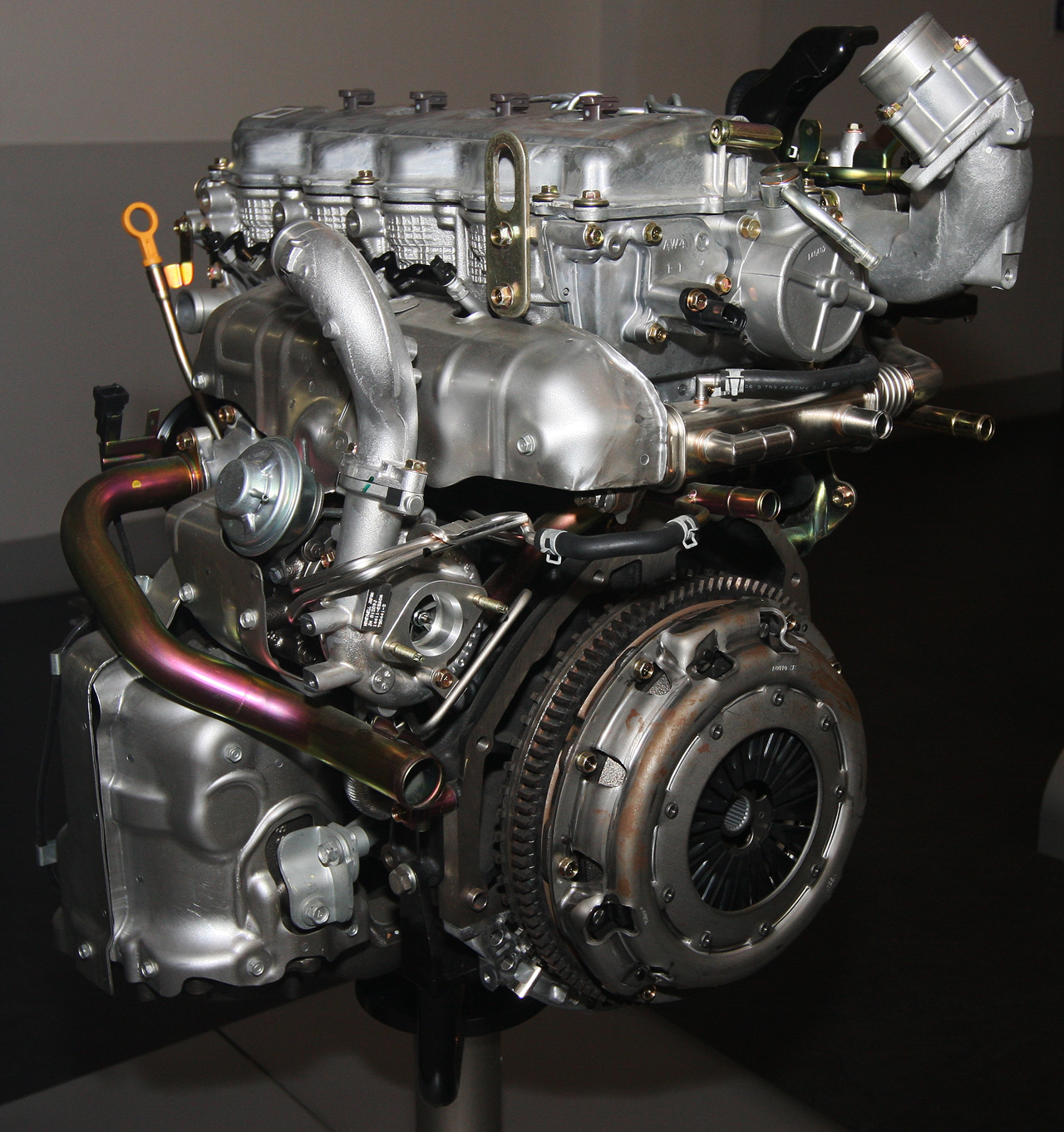
Un motore YD da 2,2 litri

Si tratta di una famiglia di motori piuttosto variegata, non tanto per il numero di versioni in sé, che comunque comprende solo due livelli di cilindrata (2.2 e 2.5 litri), quanto per la varietà di caratteristiche tecniche di ogni variante. Trattandosi di motori lanciati nel 1998, la maggior parte di tali caratteristiche sono ormai obsolete ed improponibili su motori moderni, ma resta comunque interessante la diversità di livello tecnologico fra una variante e l'altra.
Le caratteristiche in comune ai motori di questa famiglia sono:
- architettura a 4 cilindri in linea;
- basamento in ghisa;
- testata in lega di alluminio;
- distribuzione a doppio albero a camme in testa;
- testata a 4 valvole per cilindro;
- albero a gomiti su 5 supporti di banco.

I motori YD debuttarono poco tempo prima dell'alleanza con la francese Renault, ma si articolò e si evolse negli anni a seguire, quando tale alleanza si strinse e si rafforzò progressivamente. Nonostante ciò, questi motori sono stati quasi del tutto utilizzati dalla Casa giapponese, se si esclude la Renault Alaskan, clone francese del pick-up Navara introdotto nel 2017 ed unica applicazione. Di seguito ecco una breve descrizione delle varianti che hanno costituito la famiglia di motori YD:
- YD22DD: introdotto nel 1998, fu in effetti una delle prime varianti della famiglia YD, sicuramente si tratta della più primitiva dal momento che era un motore diesel aspirato con pompa di iniezione rotativa a controllo elettronico. L'alimentazione è ad iniezione diretta, anche se non ancora del tipo common rail: quest'ultima soluzione arriverà in altre successive evoluzioni dei motori YD. La cilindrata era di 2184 cm3. Nonostante la sua semplicità, l'unità YD22DD riuscì ad aggiudicarsi il premio Sho-Ene Taisho (Premio di Conservazione dell'Energia);
- YD22DDT: nel 2000 venne introdotta questa variante, differente dalla precedente per il fatto di essere sovralimentato con turbocompressore;
- YD22DDTi: nel 2001 vi fu l'arrivo della prima unità ad iniezione diretta common rail, con turbocompressore a geometria variabile ed intercooler;
- YD25DDTi NEO Di: questo motore debuttò nel 1998 assieme al 2.2 YD aspirato e differiva dai precedenti prima di tutto per la cilindrata, passata a 2488 cm3, ma già era dotato di alimentazione ad iniezione diretta common rail;
- YD25DDT: questo motore, introdotto anch'esso nel 2001, tre anni dopo il precedente 2.5 a ma annoverava ancora il vecchio sistema di alimentazione ad iniezione diretta non del tipo common rail. Affiancò per alcuni anni le successive evoluzioni del 2.5 common rail della stessa famiglia;
- YD25DDTi: nel 2001 il primo motore 2.5 YD common rail venne sostituito da una nuova variante, depotenziata da 150 a 133 CV, ma con un maggior apporto di coppia motrice. In seguito sarebbero arrivate altre due varianti, identificate sempre con la medesima sigla e caratterizzate da valori di potenza massima rispettivamente di 171 e 190 CV.

Di seguito vengono mostrate più in dettaglio le caratteristiche delle diverse varianti previste per i motori della famiglia YD:
| Motore Nissan YD                      |            |                   |                                                                                                |                          |                |               |                                       |                    |
| Variante                              | Cilindrata | Alesaggio x corsa | Alimentazione                                                                                  | Rapporto di compressione | Potenza CV/rpm | Coppia Nm/rpm | Applicazioni                          | Anni di produzione |
| YD22DD                                | 2184       | 86 x 94           | Diesel aspirato, iniezione diretta, pompa di iniezione rotativa VP44 a controllo elettronico   | 18                       | 77/4000        | 160/2000      | Nissan AD Van (Y11)                   | 1998-02            |
| YD22DDT                               | 2184       | 86 x 94           | Turbodiesel iniezione diretta, pompa di iniezione rotativa VP44 a controllo elettronico        | 16,3                     | 110/4000       | 237/2000      | Nissan Almera 2.2 Di (N16)            | 2000-02            |
| YD22DDT                               | 2184       | 86 x 94           | Turbodiesel iniezione diretta, pompa di iniezione rotativa VP44 a controllo elettronico        | 16,3                     | 114/4000       | 235/2000      | Nissan Almera Tino 2.2 Di             | 2000-03            |
| YD22DDT                               | 2184       | 86 x 94           | Turbodiesel iniezione diretta, pompa di iniezione rotativa VP44 a controllo elettronico        | 16,3                     | 114/4000       | 270/2000      | Nissan X-Trail Mk1 2.2 Di             | 2001-03            |
| YD22DDTi                              | 2184       | 86 x 94           | Turbodiesel iniezione diretta common rail, turbocompressore a geometria variabile, intercooler | 16,7                     | 126/4000       | 280/2000      | Nissan Primera Mk3 2.2 dCi            | 2002-03            |
| YD22DDTi                              | 2184       | 86 x 94           | Turbodiesel iniezione diretta common rail, turbocompressore a geometria variabile, intercooler | 16,7                     | 136/4000       | 304/2000      | Nissan Almera 2.2 dCi (N16)           | 2003-06            |
| YD22DDTi                              | 2184       | 86 x 94           | Turbodiesel iniezione diretta common rail, turbocompressore a geometria variabile, intercooler | 16,7                     | 136/4000       | 304/2000      | Nissan Almera Tino 2.2 dCi            | 2003               |
| YD22DDTi                              | 2184       | 86 x 94           | Turbodiesel iniezione diretta common rail, turbocompressore a geometria variabile, intercooler | 16,7                     | 139/4000       | 314/2000      | Nissan Primera Mk3 2.2 dCi 139 CV     | 2003-05            |
| YD25DDT                               | 2488       | 89 x 100          | Turbodiesel iniezione diretta                                                                  | 18                       | 109/4000       | 260/2000      | Nissan Navara 2.5 Di (D22)            | 2001-04            |
| YD25DDTi NEO Di                       | 2488       | 89 x 100          | Turbodiesel iniezione diretta common rail, intercooler                                         | 17,5                     | 150/4000       | 280/1800      | Nissan Presage 2.5 dCi                | 1998-03            |
| YD25DDTi                              | 2488       | 89 x 100          | Turbodiesel iniezione diretta common rail, intercooler                                         | 18                       | 133/4000       | 304/2000      | Nissan Navara 2.5 dCi (D22)           | 2001-04            |
| YD25DDTi                              | 2488       | 89 x 100          | Turbodiesel iniezione diretta common rail, intercooler                                         | 16,5                     | 144/4000       | 356/2000      | Nissan Navara 2.5 dCi (D40)           | 2005-10            |
| YD25DDTi                              | 2488       | 89 x 100          | Turbodiesel iniezione diretta common rail, intercooler                                         | 16,5                     | 171/4000       | 403/2000      | Nissan Pathfinder 2.5 dCi 170cv (R51) | 2005-09            |
| YD25DDTi                              | 2488       | 89 x 100          | Turbodiesel iniezione diretta common rail, intercooler                                         | 16,5                     | 171/4000       | 403/2000      | Nissan Navara 2.5 dCi (D40)           | 2005-09            |
| YD25DDTi                              | 2488       | 89 x 100          | Turbodiesel iniezione diretta common rail, intercooler                                         | 15                       | 190/4000       | 450/2000      | Nissan Pathfinder2.5 dCi 190cv (R51)  | 2010-14            |
| YD25DDTi                              | 2488       | 89 x 100          | Turbodiesel iniezione diretta common rail, intercooler                                         | 15                       | 190/4000       | 450/2000      | Nissan Navara 2.5 dCi 190cv (D40)     | 2010-12            |
| YD25DDTi                              | 2488       | 89 x 100          | Turbodiesel iniezione diretta common rail, intercooler                                         | 15                       | 190/4000       | 450/2000      | Renault Alaskan 2.5 dCi1              | dal 2017           |
| Note: 1Solo per il mercato colombiano |            |                   |                                                                                                |                          |                |               |                                       |                    |